# Strassenbahn Stansstad-Stans
De Strassenbahn Stansstad–Stans (afgekort StSt) was een elektrische, metersporige tramlijn in Kanton Nidwalden, Zwitserland. De lijn was 3,4 km lang en liep tussen Stansstad en Stans.

## Geschiedenis
In 1893 opende de kabelbaan Stanserhorn-Bahn (SthB) haar bedrijf en de bouwer van de spoorlijn, Franz Josef Bucher, regisseerde de bouw van een tramlijn van Stansstad naar Stans om een aansluiting te geven op het Dampfschiffstation aan de Vierwaldstättersee met het dalstation van de kabelbaan Stanserhorn-Bahn (SthB). De elektrische Strassenbahn Stansstad-Stans nam op 26 augustus 1893 het bedrijf op en bracht de vakantiegangers ook naar Stans. Als gevolg van de opening van de Stansstad-Engelberg-Bahn (StEB) in 1898 verloor de (StSt) wegens concurrentie haar passagiers en werd op 30 september 1903 stilgelegd.

## Elektrische tractie
De Strassenbahn Stansstad-Stans was geëlektrificeerd met 550 volt gelijkstroom.

## Materieel
Er werden 3 tweeassige motorwagens (BCe 1/2 1-3) alsmede 2 personenwagens (B2 11+12) en 2 goederenwagens (K21 + L22) aangeschaft. Het materieel werd geleverd door SIG in Neuhausen. De elektrische installatie van de motorwagens door Companie de l'industrie eléctrique & mécanic (CIE) in Genève.